# 밀러 도법

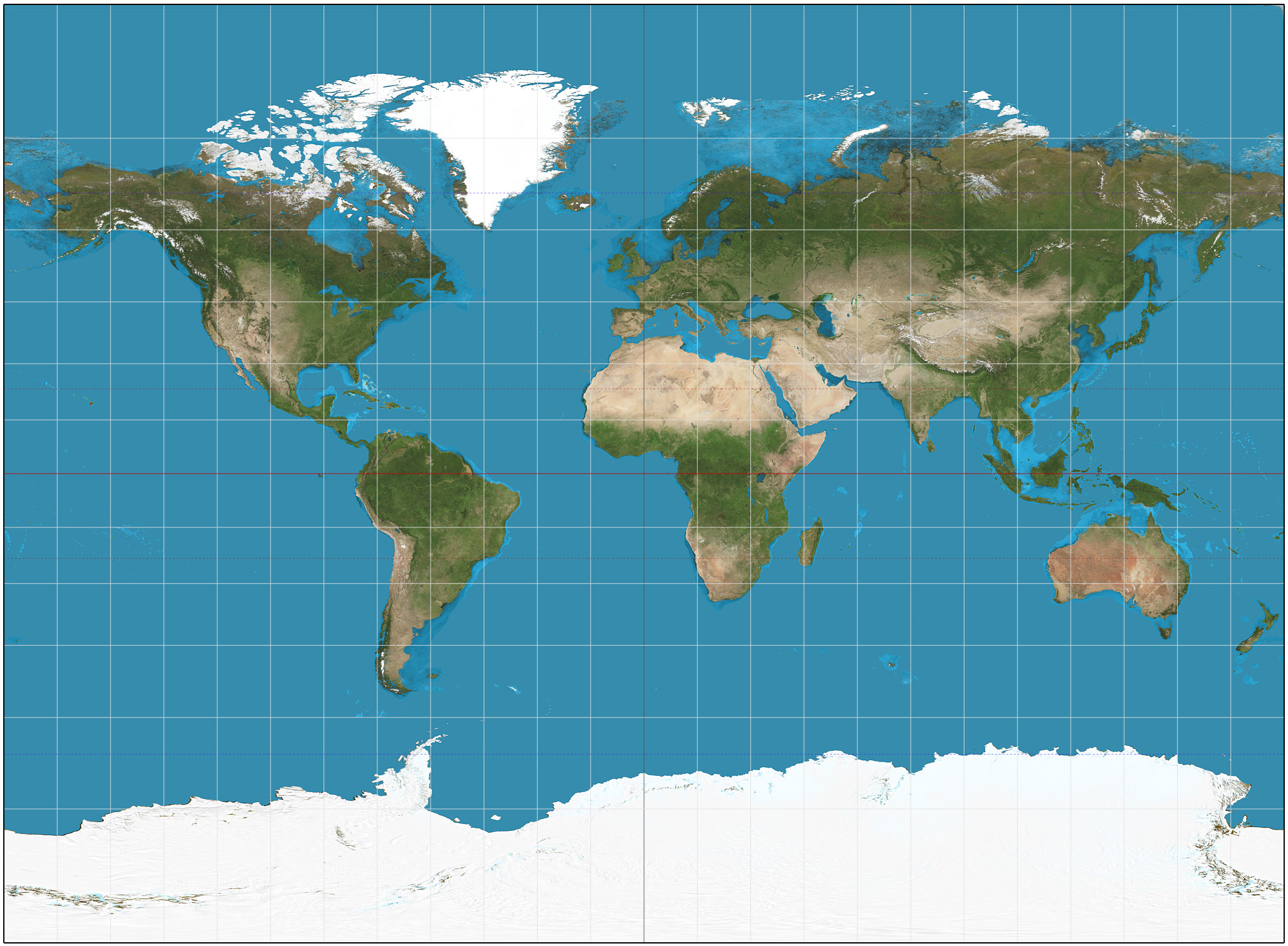
지구의 밀러 도법

밀러도법(miller 圖法)은 1942년에 미국 사람 밀러가 고안한 것이다. 메르카토르 도법과 비슷하지만, 적도에서 멀어질수록 늘어나는 위선과 경선의 간격이 메르카토르 도법만큼 심하지 않으므로 극까지 그릴 수 있다. 그러나 메르카토르도법처럼 정각이 아닌 것이 결점에 속한다.